# 安立寺 (川崎市)

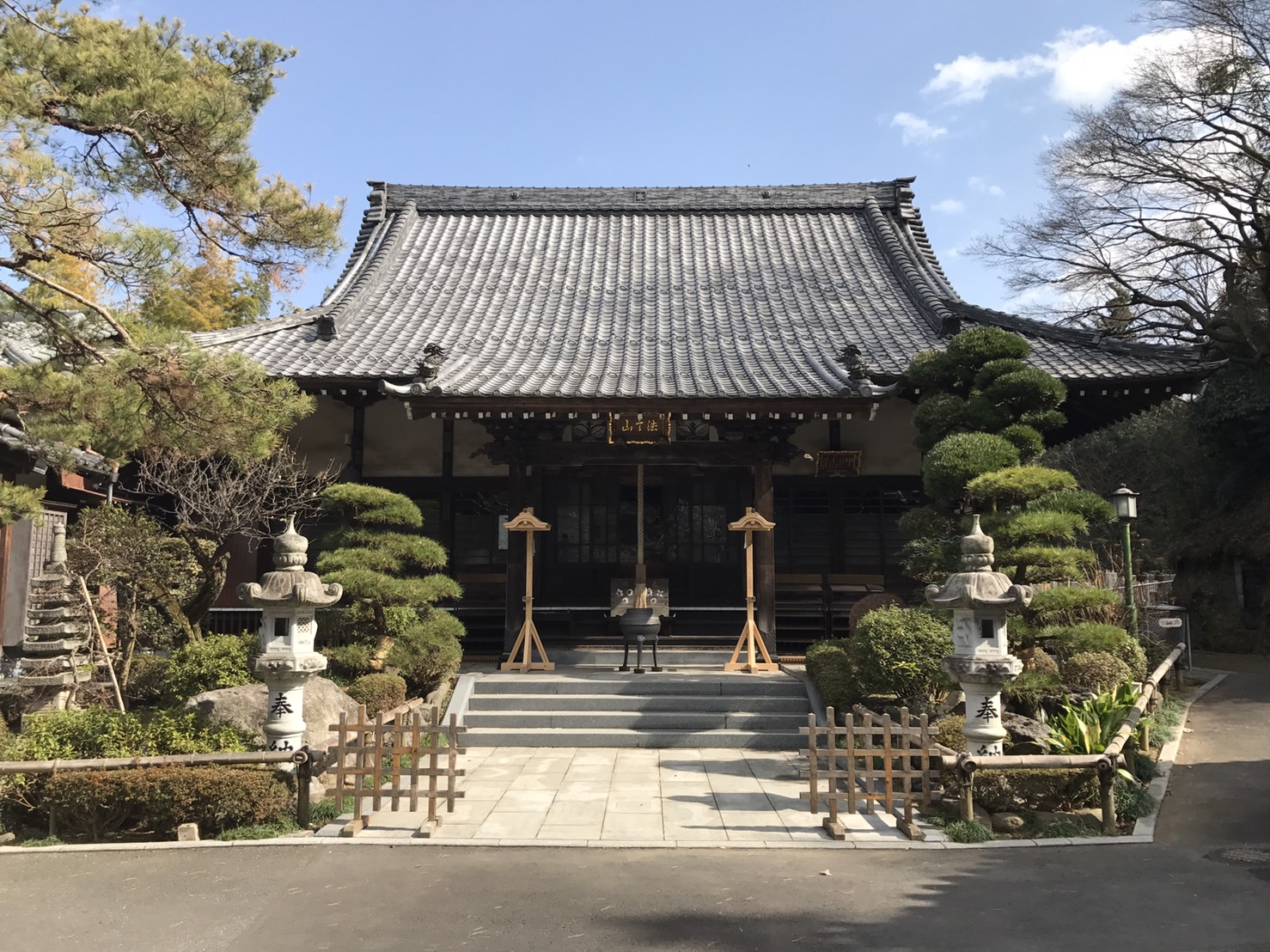
本堂

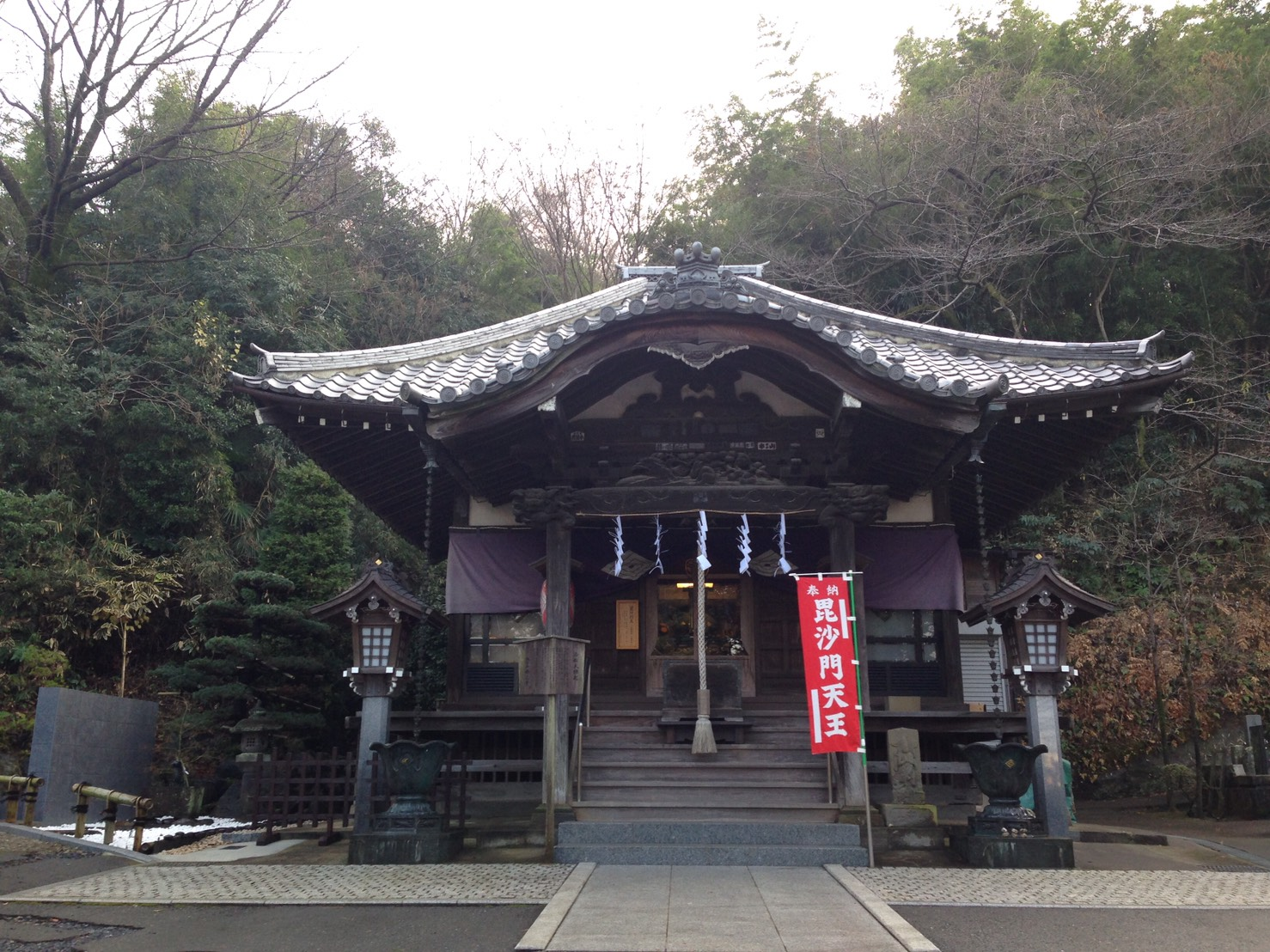
庚申堂

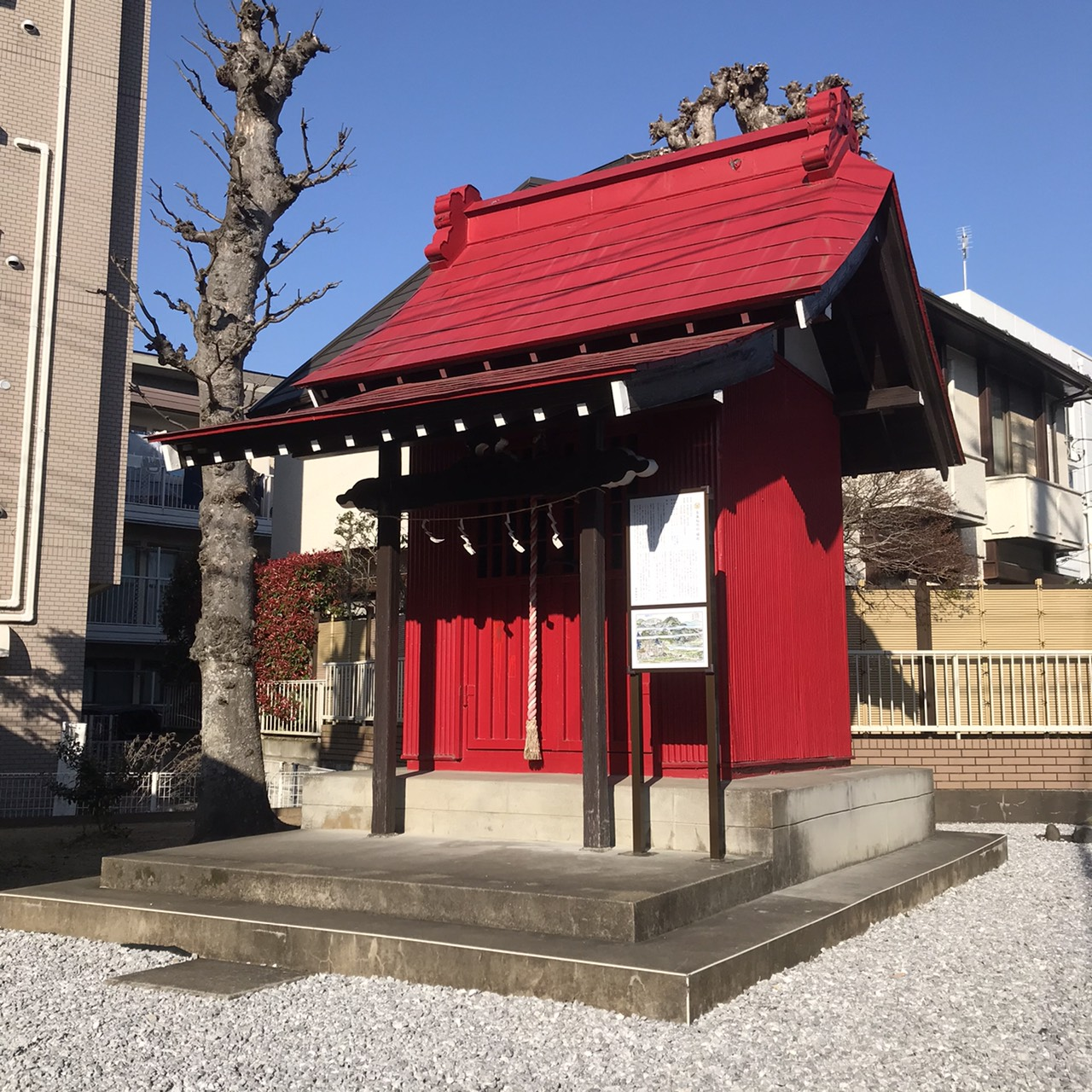
長森稲荷社

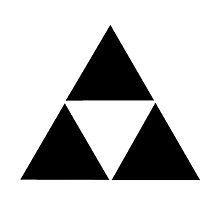
安立寺寺紋:三つ鱗紋

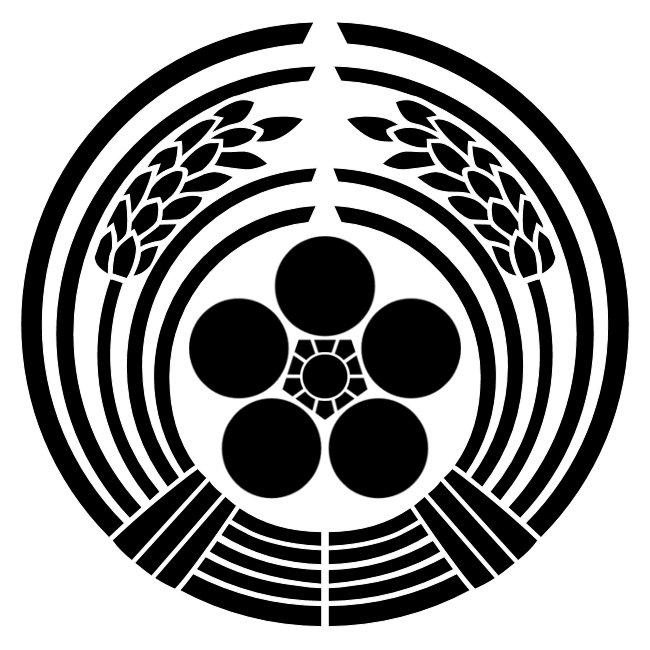
長森稲荷社社紋:抱き稲に梅鉢紋

安立寺（あんりゅうじ）は、神奈川県川崎市多摩区にある日蓮宗の寺院。

## 概要
山号は法言山。池上中道不二庵法類の柳嶋法縁に属する。 旧本寺は大本山池上本門寺、旧寺格は平僧寺跡。稲毛門中朗師講 の一である。

## 歴史
鎌倉時代初期、源頼朝から稲毛領を拝領した稲毛重成は枡形山頂に枡形城を築き居城とした。その際、重臣・佐伯民部吉春は枡形山の隣山一帯を与えられて居館を構え、邸内に持仏堂たる釈迦堂を建立した。寺伝では‟飯室の釋迦堂”と呼ばれたこの持仏堂を以ってその淵源としている。
時が下り弘治2年（1556年）3月、佐伯隼人吉行が長興山妙本寺並びに長栄山本門寺11世・佛壽院日現の教化によって法華宗に改宗し、釈迦堂を法華信仰の道場とした。その際、妙典院日玩という僧が院代として遣わされたと推察されている。
その後、天正6年（1578年）10月13日に佐伯六左衛門吉連が釈迦堂を改めて伽藍と成し、摩訶衍日等を開山に迎えて淨言山安立寺と称した。なお、山号は元禄4年（1691年）以降に淨言山から法言山に改められている。

## 伽藍・境内
本堂
釈迦堂を伽藍に改めてから6年後の天正12年（1584年）に一度修繕される。現在の本堂は安永7年（1778年）に再建された当時のもので、間口七間・奥行六間である。 その後、昭和29年（1954年）10月に茅から瓦に葺き替えられ、同50年（1975年）8月には格天井の修理が施される。本尊は立体の十界曼荼羅で、その他には准西国稲毛三十三所観音の一である正観世音菩薩が安置されている。この正観世音菩薩は秘仏で12年に一度午年に開帳される。なお『新編武蔵風土記稿』に拠れば、当時本堂の他に二間四面の七面堂と番神堂があったとされているが、現在両堂は無く尊像は庚申堂にて安置されている。
庚申堂
主尊は帝釈天（尊像は庚申信仰の本尊である青面金剛明王像）。寺伝に拠れば、建久年間（1190～1199年）に佐伯民部吉春が稲毛重成より授かり釈迦堂に安置したものとされている。江戸時代から“登戸帝釋天”として親しまれ、堂宇横には吉原の幇間と推察される桜川ぼたんが明治33年（1900年）に奉納した手水盤がある。その他、七面大明神・三十番神・鬼子母神・大黒天・毘沙門天・金色大天女等が安置されている。
長森稲荷社
開基檀越・佐伯家の敷地内に勧請されている。元文5年（1740年）11月、長森稲荷大明神の神体が安立寺の主僧・日現によって麻布日ヶ窪（現在の六本木ヒルズ辺り）から遷座されて以来、安立寺が長森稲荷社の別當寺となり歴代住持が別當職を兼務し今日に至っている。なお、中原与兵衛刻と伝えられる神体は庚申堂の三十番神の一として納められており、社殿には佐伯助五郎重真（遷座当時の佐伯家当主）が奉納した巻物図像形式の神体を祀っている。この神体を納める朱塗りの厨子はかつて本堂の祖師像を納めていたものと考えられており、明治5年（1872年）11月22日に20世・玄薩院日應によって奉納された。その後、令和5年（2023年）11月22日に31世・玄明院日燈（木田隆正）によって社殿及び厨子の全面修繕が行われた。

## 歴代住持
| 歴代      | 法号 （俗姓・道号）   | 命日（享年［数え年］）             | 経歴 |
| --------- | --------------------- | ---------------------------------- | --- |
| 改宗 開山 | 佛壽院日現 (現海)     | 永禄4年（1561年）7月21日（66歳）   | 大本山 長栄山本門寺（東京都大田区池上） 11世 本山 長崇山本行寺（東京都大田区池上） 11世 本山 長興山妙本寺（神奈川県鎌倉市大町） 11世 廣布山覺源院（東京都大田区池上） 中興開基 行方山妙安寺（東京都大田区蒲田） 開山 朗長山本住寺（東京都大田区羽田） 開山 正耀山法泉寺（神奈川県藤沢市亀井野） 開山 蟹田山蟹連寺（千葉県勝浦市蟹田） 開山 長津山法船寺（静岡県伊東市芝町） 開山 長壽山本住寺（愛知県名古屋市東区） 開山 権大僧都・法印 著作：『助顕第一義抄』・長興長栄両山『書置』 |
| 院代      | 妙典院日玩            |                                    | |
| 開山      | 摩訶衍日等            | 天正11年（1583年）7月21日          | |
| 2世       | 日巧                  | 12月14日                           | |
| 3世       | 善隆院日秀            | 7日                                | |
| 4世       | 善行院日遄            | 27日                               | |
| 5世       | 日記                  |                                    | |
| 6世       | 瑞光院日應            | 18日                               | |
| 7世       | 日走                  |                                    | |
| 8世       | 元成院日亨 (寂然)     | 享保10年（1725年）11月25日（88歳） | 長興山本行院（神奈川県鎌倉市大町） 19世・司務職 大檀林 長祐山承教寺（東京都港区高輪） 22世 長久山本行寺（東京都荒川区西日暮里） 8世 |
| 9世       | 勇海院日忍            | 宝永6年（1709年）4月3日            | |
| 10世      | 妙成院日朝            | 宝暦4年（1754年）11月19日          | |
| 11世      | 泰明院日盛            | 安永5年（1776年）1月5日            | |
| 12世      | 玄了院日明            | 明和8年（1771年）8月9日            | |
| 13世      | 諦壽院日身            | 天明7年（1787年）11月3日           | |
| 14世      | 正壽院日命            | 文化元年（1804年）2月27日          | 妙玄山實相寺（東京都大田区池上） 18世 |
| 15世      | 專行院日自            | 享和2年（1802年）2月27日           | |
| 16世      | 良知院日誠            |                                    | |
| 17世      | 體善院日達            | 文化10年（1813年）6月14日          | 惺誉山蓮慶寺（東京都調布市布田） 34世 |
| 18世      | 慈宣院                |                                    | |
| 19世      | 舜孝院日勇            | 文久2年（1862年）7月20日           | 東山檀林 妙慧山善正寺（京都府京都市左京区） 434世能化 法受山妙厳寺（千葉県夷隅郡大多喜町） 30世 |
| 20世      | 玄薩院日應            | 明治13年（1880年）2月2日（54歳）   | 東山檀林 妙慧山善正寺（京都府京都市左京区） 628世能化 円教山妙慶寺（静岡県静岡市清水区） 29世 |
| 21世      | 義守院日慈            |                                    | 廣布山覺源院（東京都大田区池上） 48世 |
| 22世      | 玄諦院日庸 (新野日庸) | 明治28年（1895年）1月18日          | 法布山妙廣寺（新潟県柏崎市旧広田） 29世 妙布山松涼寺（新潟県小千谷市寺町） 13世 |
| 23世      | 信立院日清 (矢田日清) | 明治29年（1896年）10月14日         | |
| 24世      | 妙勇院日健 (西田潮學) | 大正14年（1925年）7月26日          | 高野山本勝寺（千葉県松戸市河原塚） 歴世 一楽山清雲寺（静岡県伊豆市土肥） 36世 |
| 25世      | 戒全院日要 (西村戒全) | 大正3年（1914年）1月19日（40歳）   | 喜昇山本成院（東京都大田区池上） 55世 慈性山安立院（東京都大田区池上） 47世か 雪谷山長慶寺（東京都大田区東雪谷） 45世 |
| 26世      | 梵行院日曻 (水野智圓) | 大正14年（1925年）3月21日（76歳）  | 法乗山蓮妙寺（東京都浅草区永住町） 歴世 長光山妙仙寺（神奈川県横浜市神奈川区） 39世 長藤山妙善寺（神奈川県藤沢市藤沢） 29世 超八山本覺坊（静岡県伊豆市八木沢） 歴世 潮見台教会（神奈川県川崎市宮前区） 三開山の一 |
| 27世      | 玄清院日榮 (勝呂淵靜) | 昭和6年（1931年）4月29日（59歳）   | 法性山三光寺（静岡県沼津市戸田） 24世 |
| 28世      | 玄妙院日淵 (勝呂淵妙) | 昭和47年（1972年）10月13日（69歳） | 一楽山清雲寺（静岡県伊豆市土肥） 39世 権大僧正 |
| 29世      | 玄壽院日澄 (勝呂淵澄) |                                    | |
| 30世      | 是心院日修 (木田隆進) | 平成22年（2010年）10月9日（67歳）  | 日蓮宗米国別院（アメリカ合衆国カルフォルニア州ロサンゼルス市） 9世 寳光一心教会（神奈川県横浜市中区） 2世 立正同心教会（神奈川県横浜市中区） 中興6世 |
| 31世      | 玄明院日燈 (木田隆正) |                                    | 寳光一心教会（神奈川県横浜市中区） 4世 |

## 年中行事
- 1月1日～3日：武州稲毛七福神（毘沙門天）御開帳
- 1月5日：新年祝祷会
- 5月友引：生田仏教会 釈尊降誕会
- 8月1日：盂蘭盆施餓鬼会
- 10月25日：報恩御会式（宗祖涅槃会）
- 12月29日：煤掃い

## 交通
- 小田急小田原線向ヶ丘遊園駅から徒歩10分
- 小田急小田原線・JR南武線登戸駅から徒歩17分
- 東名高速道路東名川崎ICから車で12分
- 第三京浜道路京浜川崎ICから車で20分

## 近隣施設
- 長森稲荷社　徒歩5分
- 藤子・F・不二雄ミュージアム　徒歩12分
- 生田緑地枡形地区 日本民家園・岡本太郎美術館　徒歩10分
- 生田緑地長尾地区 ばら苑　徒歩12分

## 脚註
1. ↑  大正3年（1914年）版の『日蓮宗寺院名簿』では、素紫寺跡となっている。
2. ↑  安立寺所蔵の歴代位牌には“摩訶院日等”とある。
3. ↑  法類・法縁とは、同じ宗旨・宗派に属し密接な関係を持つ僧侶並びに寺院のこと。中道不二庵及び柳嶋については関連項目を参照。
4. ↑  武蔵国橘樹郡稲毛領に点在する大本山池上本門寺の直末六ヶ寺（法言山安立寺・龍燈山善立寺・初香山本遠寺・秋興山淨元寺・興林山宗隆寺・法性山圓融寺）の総称。
5. ↑  長興山妙本寺並びに長栄山本門寺は、昭和16年（1941年）まで1人の住職が2ヶ寺を兼務する「両山一首制」によって護持されていた。（この事から住持職の歴数は「長興長榮両山」もしくは「両山」と書き慣わされる）本門寺創建から安土桃山時代までの約300年間は妙本寺を本拠地として貫首が在山したが、天正19年（1591年）両山12世・佛乗院日惺が徳川家康の江戸入府に伴い本門寺に本拠を遷した。この為、貫首不在となった妙本寺には別当職に相当する「司務職」を置き妙本寺全山を総理統監させた。なお歴代司務職には妙本寺本院・本行院の住職が就任する慣わしとなった。
6. ↑  8世・元成院日亨が一千日を掛けて法華経一千部読誦を成満した事を記念して作られた三界万霊供養位牌に‟武蔵國上菅生郷淨言山安立寺/元禄第四辛未十月十六日”と刻銘されているが、‟淨”の字が埋められている事から元禄4年以降に山号が改められたと考えられる。また‟淨言山”から‟法言山”に改刻された山号額も現存する。なお山号は、開基・佐伯六左衛門吉連の道号（生天院殿淨言日圓居士）と改宗開基・佐伯隼人吉行の道号（淨天院殿法言日正居士）に因んでいる。
7. ↑  川崎市内にはこの本堂と同年代に建立された長弘寺本堂（幸区・安永5年）や泉澤寺本堂（中原区・安永7年）があり、市重要歴史記念物に指定されている。
8. ↑  新編武蔵風土記稿 上菅生村 安立寺.
9. ↑  江戸中期（18世紀末頃）に柴又帝釈天の庚申の縁日が始まると、同じ庚申に因む事から庚申信仰と庚申の縁日が次第に融合し、主尊である青面金剛明王と帝釈天も同質のものとして祀られるようになった。詳しくは庚申信仰を参照。
10. ↑  “主僧”とは住職の事であるが、元文5年（1740年）当時に日現という名の住職は確認できない。但し9世・勇海院日忍と10世・妙成院日朝の没年に45年の開きがある事から、実際には日現が在位したものの何らかの理由で歴世として名が残らなかった可能性も否定できない。
11. ↑  ‟妙法房”・‟但馬房”とも称した。
12. ↑  全54帖。『法華助顕抄』とも称する。
13. ↑  本門寺所蔵。長興長栄両山の貫首たる者の心得について記したもので、原文翻刻（判読の便宜上、適宜句読点等を付してある）は次の通り。
「両山の貫首たらん人は、十歳未満の頃より奇異なる魂ありと人にも見をかれ、諸々の学問に三十ヶ年の春秋をかさね、論談鍛錬なくても叶はず、法談の事は元より一期の本意なり。儒道なくては人の雑談も聞しらず、われも一句の作もあるまじ。歌道あまりにうとからんも悲しかるべし。此等のこと形のごとくにても、手跡比興にては物ごとに事欠くべし。殊更一幅と人の望の時、是肝要の嗜、外見耻にをよびては沙汰の限り也。死生命有り富貴天に在ることは勿論なれども、思のままならば十歳十一歳より四十の不惑の頃まで、夜を日に続で学問し四十一二の頃より師跡をも若し譲らんとならば、世欲をむさぼらず、無二の大道念大慈悲心に住して真俗をも教誡示導し、身にあやまちなく名に疵を付けず、七旬に過ぎて霊山参りを遂げ候はんは、誠に残る所もあるまじき仏法の冥加たるべし。此如く両山の貫首たらん人の心持・能芸をば書置く事なり。左様に十が十調ふ事はいかで有るべき。大概ことかけぬ人の両山の真俗思付候はん人は縦ひ厳密に諸能そろひ候はずとも、万能一心たるべし。」
14. ↑  安立寺所蔵「大過去帳」には“大如坊善隆院日秀”とある。
15. ↑  光立山法林寺（千葉県夷隅郡大多喜町）の31世・慈宣院日調と同一人物であるとすれば、松ヶ崎檀林松崎山涌泉寺の文講（法華文句講主）を務め、嘉永7年（1854年）7月6日に遷化している。
16. ↑  東山檀林能化時代には‟舜好院”と称した。安立寺所蔵「金糸縫書一遍首題」の箱書にも“天保八酉年/七月日/舜好院/日勇”と記されている。また、歴代住持墓所にある墓誌銘に拠れば文政7年（1824年）当時は“舜光院”と称している。
17. ↑  東山檀林能化時代には‟日廣”と称した。
18. ↑  出家寺である妙廣寺に帰山した後は‟智泰院”と称した。
19. ↑  逝去の際には、弟子とされる慈性山安立院48世・玄持院日幸（生駒戒圓）の計らいで安立院に墓所が設けられた。後に、30世・是心院日修（木田隆進）の代に安立寺に改葬された。
20. ↑  現・大分県日田市中津江村。日曻の在山当時は東京都浅草区永住町（現・東京都台東区元浅草二丁目）に存在したが、昭和11年（1936年）8月に現在地に遷された。
21. ↑  現・長光山妙蓮寺（神奈川県横浜市港北区）
22. ↑  超八山妙蔵寺（静岡県伊豆市八木沢）の塔頭寺院。かつては本覺坊の他に學圓坊・圓乗坊もあったが現在は三ヶ寺とも妙蔵寺に合併されている。
23. ↑  安立寺所蔵「大過去帳」の奥附に拠れば、昭和7年（1932年）当時は“日隆”と称した。この諱は日淵の祖父であり日榮の師父である玄澄院日隆（法性山三光寺22世・一楽山清雲寺34世）に肖ったものと考えられる。
24. ↑  安立寺入山時に‟隆正院”から‟玄明院”に改めた。